# Українське Фулбрайтівське коло
Українське Фулбрайтівське коло (Ukrainian Fulbright Circle) - організація, що об’єднує випускників Програми академічних обмінів імені Фулбрайта в Україні, а також інших міжнародних програм. Сьогодні до складу  “Українського Фулбрайтівського кола”  належить понад 300 активних членів, серед яких науковці, викладачі, діячі культури та мистецтва, адміністратори університетів, громадські активісти, які працюють у різних навчальних закладах, освітніх установах та наукових інституціях різних куточків України.

## Історія
У 1999 випускники Програми імені Фулбрайта заснували “Українське Фулбрайтівське товариство”, що своєю діяльністю втілювало ідею Програми, активно упроваджувало в життя фулбрайтівський досвід, набутий в американських університетах, зітканий з десятків, сотень різних напрацювань, досягнень й прагнень науковців, викладачів, дослідників, митців і студентів. 
Громадську організацію “Українське Фулбрайтівське товариство” очолювали:
- Тетяна Саєнко (1999-2001), Київський національний університет імені Тараса Шевченка, Програма імені Фулбрайта, Університет штату Пенсильванія,1996-1997;
- Ольга Гомілко (2001–2006), Інститут філософії ім. Г.С. Сковороди НАН України, Програма імені Фулбрайта, Університет штату Пенсильванія,1998-1999;
- Мирослава Антонович (2006-2011), кафедра міжнародного права НАУКМА, Програма імені Фулбрайта, 1995-1996.

У 2011 р. Було припинено існування Товариства як юридичної особи шляхом його ліквідації у добровільному порядку, відповідно до чинного законодавства України, у зв’язку з припиненням фактичної діяльності Товариства.
Після ліквідації ГО “Українське Фулбрайтівське товариство” було створено ГО “Асоціацію випускників Програми імені Фулбрайта в Україні”, яку в 2011-2-13 рр. очолювала Наталія Висоцька, професор кафедри теорії та історії світової літератури імені проф. В.І. Фесенко Київського національного лінгвістичного університету.
У 2013 році було зареєстровано громадську благодійну організацію “Українське Фулбрайтівське Коло” (УФК). Організація діє на ґрунті кращих традицій колишньої Асоціації випускників й з метою піднесення спілкування та впливу випускників програм академічних обмінів США на новий рівень.
Благодійна організація “Українське Фулбрайтівське коло” – благодійне товариство, створене відповідно до Закону України “Про благодійну діяльність та благодійні організації”. Організація не має на меті одержання прибутку для його наступного розподілу між членами. Організація діє на підставі законодавства України, а також Статуту.
Початок діяльності “Українського Фулбрайтівського кола” припав на Революцію гідності, тож першими проектами організації стала участь у проведенні виставки “Жінки Майдану”, арт-проєкту "Мистецтво Майдану", що включає книгу та  мандрівну виставку, а також проведення конференції “Будуємо нову Україну” за сприяння Посольства США в Україні. З того часу організацією було організовано численні круглі столи, презентації, мистецькі акції, Літня та Зимова школи з лідерства та соціального підприємництва для студентів тимчасово переміщених університетів із зони АТО, реалізовано перекладацькі проекти тощо.
Першим виконавчим директором “Українського Фулбрайтівського кола” стала Тетяна Ярошенко (2013–2018), кандидат історичних наук, Віце-президент з наукової роботи та інформатизації Національного університету «Києво-Могилянська академія».
Головою правління організації з 2018 року і дотепер є Наталія Мусієнко, кандидат філософських наук, заслужений діяч мистецтв України, провідний науковий співробітник ІПМ НАМУ.

## Склад Правління
- Наталія Мусієнко, Голова Правління, Виконавчий директор організації, кандидат філософських наук, провідний науковий співробітник Інституту проблем сучасного мистецтва Національної академії мистецтв України
- Людмила Байсара, кандидат філологічних наук, доцент, директор Регіонального навчально-методичного центру інтенсивного навчання іноземних мов, Дніпровський національний університет імені Олеся Гончара
- Ольга Воробйова, доктор філологічних наук, професор, завідувач кафедри лексикології і стилістики англійської мови імені професора О. М. Мороховського Київського національного лінгвістичного університету.
- Володимир Дубовик, кандидат політичних наук, директор Центру міжнародних досліджень і доцент кафедри міжнародних відносин Одеського національного університету імені І. Мечникова.
- Олександр Мережко, доктор юридичних наук, професор, завідувач кафедри права Київського національного лінгвістичного університету.
- Юрій Носик, кандидат юридичних наук, доцент кафедри інтелектуальної власності Інституту права Київського національного університету імені Тараса Шевченка.
- Олександр Пронкевич, доктор філологічних наук, професор, директор Інституту філології Чорноморського національного університету імені Петра Могили.
- Вікторія Родінкова, доктор біологічгих наук, Вінницький національний медичний університет імені М.І. Пирогова, Вінниця.
- Віктор Степаненко, доктор соціологічних наук, PhD in sociology, Манчестерський університет, Велика Британія, головний науковий співробітник Інституту соціології НАН України.

## Склад Наглядової Ради
- Світлана Жаботинська, доктор філологічних наук, професор кафедри англійської мови Черкаського національного університету імені Богдана Хмельницького.
- Тетяна Ярошенко, кандидат історичних наук, Віце-президент з наукової роботи та інформатизації Національного університету “Києво-Могилянська академія”.